# Kenneth Lundmark
Bengt Kenneth Lundmark (ur. 25 marca 1946 w Skellefteå) – szwedzki lekkoatleta, skoczek wzwyż.
Zdobył brązowy medal w skoku wzwyż na europejskich igrzyskach halowych w 1968 w Madrycie (wyprzedzili go tylko reprezentanci Związku Radzieckiego Wałerij Skworcow i Walentin Gawriłow).
Odpadł w kwalifikacjach na igrzyskach olimpijskich w 1968 w Meksyku. Zwyciężył w finale Pucharu Europy w 1970 w Sztokholmie. Zajął 13. miejsce na halowych mistrzostwach Europy w 1971 w Sofii, a na mistrzostwach Europy w 1971 w Helsinkach nie zakwalifikował się do finału.
Był mistrzem Szwecji w skoku wzwyż w 1968 i 1970 oraz halowym mistrzem swego kraju w 1968 i 1971. Był również mistrzem Wielkiej Brytanii (AAA Championships) w 1969.
11 maja 1969 w Sztokholmie ustanowił wspólnie z Bo Jonssonem rekord Szwecji skokiem na wysokość 2,18 m.